# Cerodontha pathanapuramensis
Cerodontha pathanapuramensis este o specie de muște din genul Cerodontha, familia Agromyzidae, descrisă de Ipe în anul 1971. Conform Catalogue of Life specia Cerodontha pathanapuramensis nu are subspecii cunoscute.